# Le Dieu qui vient avec le vent
Le Dieu qui vient avec le vent est une nouvelle de science-fiction de Francis Carsac, publiée en 1972.

## Publications

### Publications en France
La nouvelle a été publiée dans :
- Fiction, n°222, éditions OPTA, juin 1972 ;
- L'Hexagone halluciné, anthologie, Le Livre de poche n°7101, décembre 1988 ;
- Francis Carsac - Œuvres complètes - 2, éd. Claude-Lefrancq, septembre 1997 ;
- Les Dinosaures, éd. Librio n° 328, octobre 1999 ;
- Kamtchatka, éd. Futurs n°32, mars 2005.

### Publications hors de France
La nouvelle a été publiée en Roumanie :
- Zeul pe care-l aduce vîntul (1985)[2].

## Résumé
Le récit est évoqué sous l'angle de trois personne : S'Ghami, Jack Torrance, Pierre Bellair. On est en l'an 2403, en bordure de la galaxie. Depuis plusieurs décennies que la planète Rhalinda a été découverte par les humains, des échanges ont lieu entre ceux-ci et les Rhalindiens, au bénéfice des deux parties. Les autochtones du peuple Ghui autorisent les humains à exploiter des gisements de minéraux et en contrepartie ils reçoivent des objets manufacturés.
Le jour où commence le récit, S'Ghami pense à l'élue de son cœur, la belle Maémi. Mais plus tard il avertit Pierre : « Ne sortez pas quand le vent glacé du sud se lèvera, vous pourriez rencontrer le dieu qui vient avec le vent ». En effet, c'est demain le Grand jour qui n'a lieu que tous les trois siècles environs, quand le Dieu du vent vient choisir une ou des femmes de la tribu. S'Ghami espère secrètement que le Dieu ne choisira pas Maémi. Les humains délibèrent : faut-il croire l'autochtone ? Finalement ils décident de lui faire confiance et de ne pas quitter le vaisseau spatial. Toutefois Mary (l'une des membres du vaisseau), dont Jack est secrètement amoureux, quitte ce dernier le lendemain pour procéder à des réparations. Mal lui en prend : le Dieu du vent arrive et s'empare d'elle. Ses collègues et amis la recherchent en vain.
Pierre a compris d'où vient ce « dieu » : tous les trois siècles, les trois principales planètes du système stellaire entrent en conjonction astronomique, créant une faille temporelle. Des « anthroposaures », une espèce issue d'une branche de dinosaures ayant acquis l'intelligence, peuvent surgir du passé et dévorer une ou des femmes présentées en sacrifice par le peuple Ghui. Ce dieu n'en est pas un et est la conséquence d'un trou temporel. Cependant, quand Pierre énonce le résultat de sa théorie, le peuple Ghui refuse de le croire.